# Liriomyza lima
Liriomyza lima är en tvåvingeart som beskrevs av Axel Leonard Melander 1913. Liriomyza lima ingår i släktet Liriomyza och familjen minerarflugor. Inga underarter finns listade i Catalogue of Life.